# Bohmans fanérfabrik
Bohmans fanérfabrik var ett svenskt fanérföretag med säte i Oskarshamn.
Bohmans fanérfabrik grundades av Axel Bohman (1897–1983). Denne var son till företagaren August Bohman, som startat Sveriges första fanérfabrik i Blomstermåla 1897. Axel Bohman köpte 1929 en konkursdrabbad snickerifabrik i Oskarshamn, där fanertillverkning startade samma år. Under de första åren bearbetades huvudsakligen svenska träslag som alm och björk, senare också importerat trä som teak från Indien. Fabriken har under årens lopp exporterat till Tyskland, England, USA och Sydamerika. År 1943 köptes det 1918 grundade AB Nordiska fanérfabriken i Vimmerby. 
Bohmans Fanérfabrik engagerade sig under 1970-talet i samriskföretaget FOLBI i Guinea-Bissau tillsammans med biståndsorganisationen Swedfund och statliga Sociedade de Comercializaco e Transformacao de Madeira, i vilken företaget stod för, förutom del av aktiekapitalet, teknisk och driftskunskap.
Efter Axel Bohmans död 1983 övertog Mats Bohman (omkring 1925–1998) ledningen av företagsgruppen, med AB Bohmans Fanerfabrik i Oskarshamn, AB Nordiska Fanerfabriken i Vimmerby och AB Fanérkompaniet i Stockholm. Den blev den största fanérproducenten i Skandinavien.
Bohmans Fanérfabrik var fram till 2005 ett familjeföretag, som drevs av medlemmar i familjen Bohman i tre generationer. Det köptes 2005 av det danska företaget DLH. Företagsgruppen bestod då av fabriker i Oskarshamn, Prag i Tjeckien och i Kentucky i USA, samt ett lager i form av Fanérkompaniet i Stockholm). Omsättningen låg på omkring 300 miljoner kronor årligen.
Under hösten 2008 lades företaget ned, efter stängning av huvudfabriken i Oskarshamn. Fastigheten i Oskarshamn såldes 2014 till det nybildade konsortiet Bohmans fastigheter.